# La Mallorquina
La Mallorquina è una pasticceria-caffettiera che si trova nella Puerta del Sol di Madrid, all'angolo con la Calle Mayor, famosa per offrire dolci tipici dal 1894 e per essere un vivace caffè di tertulia.

## Storia
A metà del XIX secolo, nei locali occupati dalla pasticceria, era già presente un caffè e una sala da tè di proprietà di Antonio Garín, mentre al numero 10 di calle de Jacometerzo si trovava l'antica La Mallorquina, i cui proprietari acquistarono l'attività di Garín e vi aprirono il locale nel 1894.
Il nome dello stabilimento deriva dalle origini baleariche di Juan Ripoll, uno dei tre soci fondatori, e per il fatto che il negozio vendeva specialità tipiche di Maiorca come l'ensaimada e la sobrassada, oltre al prosciutto cotto e all'huevo hilado e dolci come la tarta capuchina e i ponches segovianos.
All'inizio del XX secolo, le sale de La Mallorquina erano frequentate dalle più illustri famiglie madrilene e da personaggi come Francisco Silvela e Raimundo Fernández Villaverde.
Dopo la guerra civile la famiglia Ripoll vendette l'attività.

## Caratteristiche

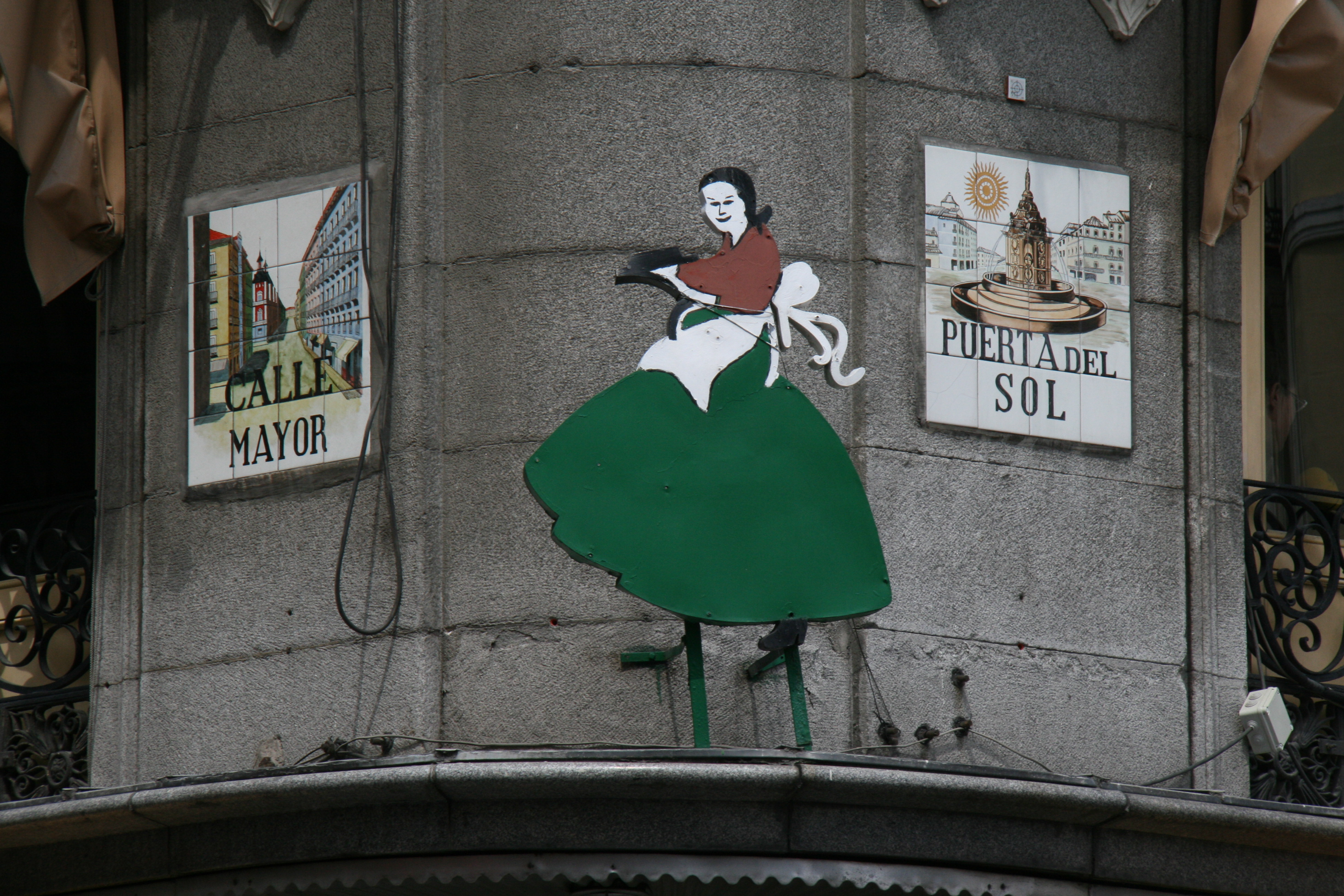
Il simbolo de La Mallorquina all'angolo tra Calle Mayor e Puerta del Sol

Il locale ha due ingressi, uno su Puerta del Sol e un altro su Calle Mayor, e si sviluppa su due piani. In quello inferiore vi sono due sezioni: da un lato il bar-caffetteria e la pasticceria in cui si possono acquistare dolci tipici della cucina madrilena e che serve caffè e chocolate con churros, mentre dall'altro la rivendita di salumi. Al piano superiore c'è una sala da cui si vede tutta Puerta del Sol.

## Specialità
- Napolitanas[7] di crema o cioccolato
- Ensaimada
- Sobrassada
- Hueso de santo